# Ruth-Ann Boyle
Ruth-Ann Boyle, född 26 april 1970 i Sunderland, är en brittisk popsångare i gruppen Olive som från början bestod av Ruth-Ann, Tim Kellett och Robin Taylor-Firth, varav den sistnämnde så småningom lämnade gruppen. De största framgångarna fick de i USA och England med singlarna "You're Not Alone" och 10cc-covern "I'm Not in Love". Ruth-Ann Boyle är mest känd för sitt bidrag till Michael Cretus soloprojekt Enigma där hon medverkat på albumen The Screen Behind The Mirror och Voyageur samt ett par singlar. Ruth-Ann har även spelat in ett soloalbum producerat av Michael Cretu.

## Diskografi

### Solo
Studioalbum
- What About Us? (2007)

### Som bandmedlem
Studioalbum med Olive
- Extra Virgin (1997)
- Trickle (2000)

Studioalbum med Enigma
- The Screen Behind The Mirror (2000)
- Voyageur (2003)

### Som bidragande artist
Studioalbum med The Durutti Column
- Sex and Death (1994)

Studioalbum med Grand Theft Audio
- Hold Back the Night (1999)

Studioalbum med Kojak
- Every Room on Every Floor (2003)